# Ctenitis pauciflora
Ctenitis pauciflora är en träjonväxtart som först beskrevs av Georg Friedrich Kaulfuss och Kurt Sprengel, och fick sitt nu gällande namn av Holtt. Ctenitis pauciflora ingår i släktet Ctenitis och familjen Dryopteridaceae. Inga underarter finns listade.